# Gare de Zarren
La gare de Zarren est une ancienne gare ferroviaire belge de la ligne 73, de Deinze à La Panne située à Zarren, section de la ville de Kortemark, dans la province de Flandre-Occidentale en Région flamande.

## Situation ferroviaire
Établie à 5 m d'altitude, la gare de Zarren était située au point kilométrique (PK) 43.7 de la ligne 73, de Deinze à La Panne (frontière française) entre les gares de Handzame et Esen, également fermées en 1981. Cette ligne résulte du regroupement des chemins de fer de Deinze à Tielt (Chemins de fer de la Flandre-Occidentale), de Tielt à Lichtervelde (État belge), Lichtervelde à Furnes, et de Furnes à la frontière française (Compagnie de Furnes à Dunkerque).

## Histoire
La station de Zarren est mise en service le 11 mai 1858 par la Compagnie du chemin de fer de Lichtervelde à Furnes qui inaugure le même jour la ligne reliant ces deux localités.
La compagnie s’intègre en 1867 dans la Société générale d'exploitation de chemins de fer (SGE) qui regroupe plusieurs des lignes avoisinantes. L'État belge rachète la concession de Lichtervelde à Furnes en 1879 après la dissolution du syndicat d'exploitation. L'année suivante, il inaugure la section de Lichtervelde à Tielt permettant une liaison plus directe entre Gand et la frontière française près de La Panne.
En 1896, le bâtiment de la gare est remplacé et les installations sont remaniées pour un montant de 49 600 francs. La nouvelle gare subit d'importants dégâts au cours de la Première Guerre mondiale. Encore visible en 1919, après le démontage de la marquise et d'un pan de la façade, il est démoli en raison des dégâts trop importants.
Le nouveau bâtiment pour les voyageurs est construit en 1925. En 1979, la gare n'est plus qu'un point d'arrêt sans personnel et les bâtiments sont démolis.
La suppression des arrêts de Handzame, Zarren et Esen a lieu le 30 mai 1981. Plus rien ne subsiste de la gare de Zarren mais deux maisons de garde-barrière de type standard État belge ont été réaffectée en habitations.

## Patrimoine ferroviaire

### Premier bâtiment
Construit par la Compagnie du chemin de fer de Lichtervelde à Furnes, le premier bâtiment des recettes pourrait avoir été du même type que celui de la gare d'Esen, construite à la même époque. Aucune photographie du bâtiment d'origine de la gare de Zarren n'est connue.

### Second bâtiment
Érigé en 1896, par les Chemins de fer de l'État belge, exploitant la ligne depuis 1878, il appartient au plan type 1895 tout comme les nouvelles gares Oostkerke, et Lichtervelde. Celui d'Oostkerke était en tous points identique et a également été détruit durant la Guerre ; Lichtervelde étant plus vaste et revêtu de briques blanches.
L'aile principale, où se trouvait le guichet et la salle d'attente, comportait trois travées avec une marquise en verre couvrant le quai attenant. Une halle aux marchandises est également visible. Sévèrement endommagé par les combats, le bâtiment des recettes est démoli au début des années 1920. Le sort de la halle aux marchandises est incertain : celle visible jusqu'en 1979 présentant des ressemblances avec le bâtiment endommagé durant le conflit.

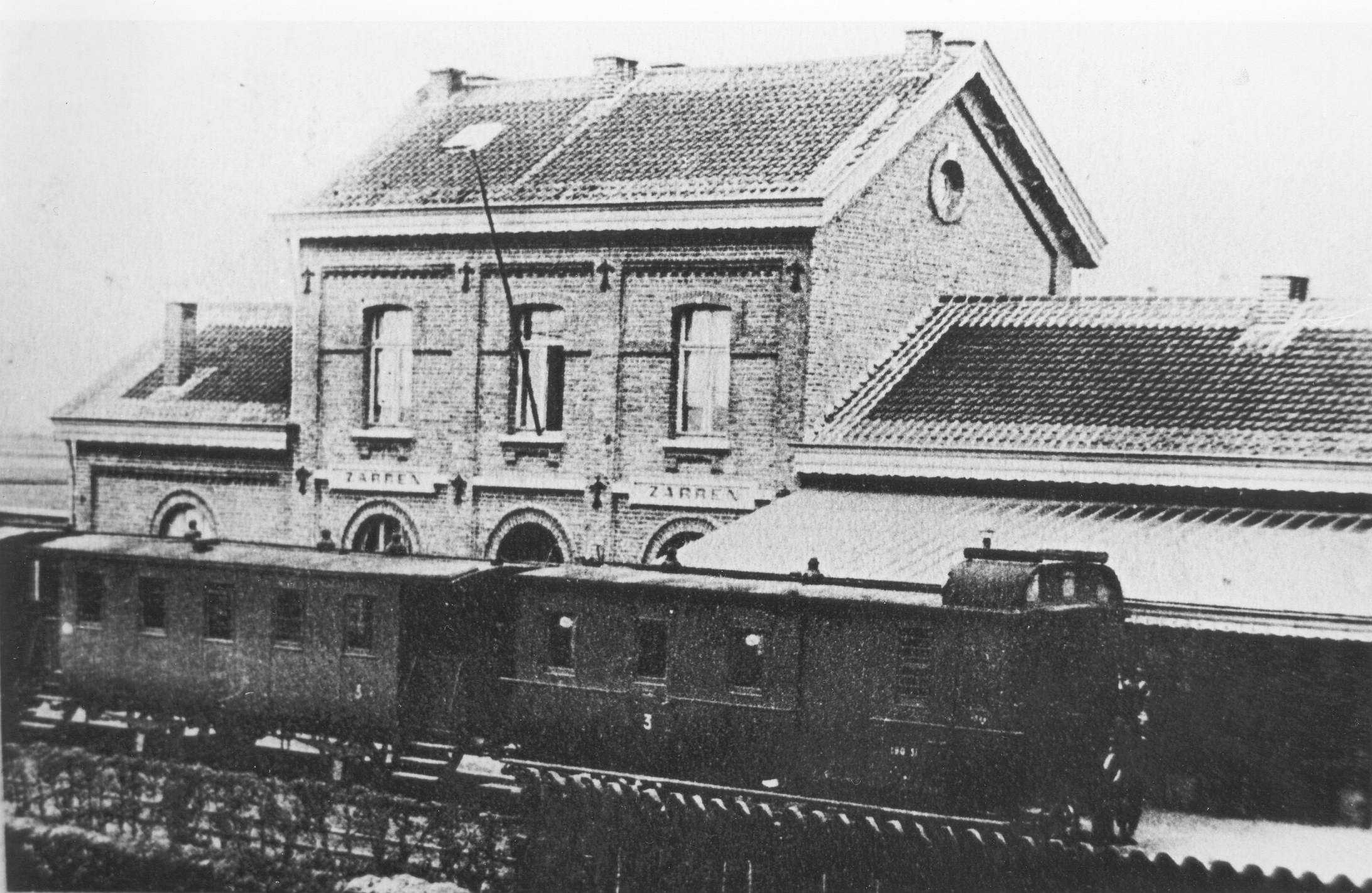
Gare et train omnibus vers 1910.
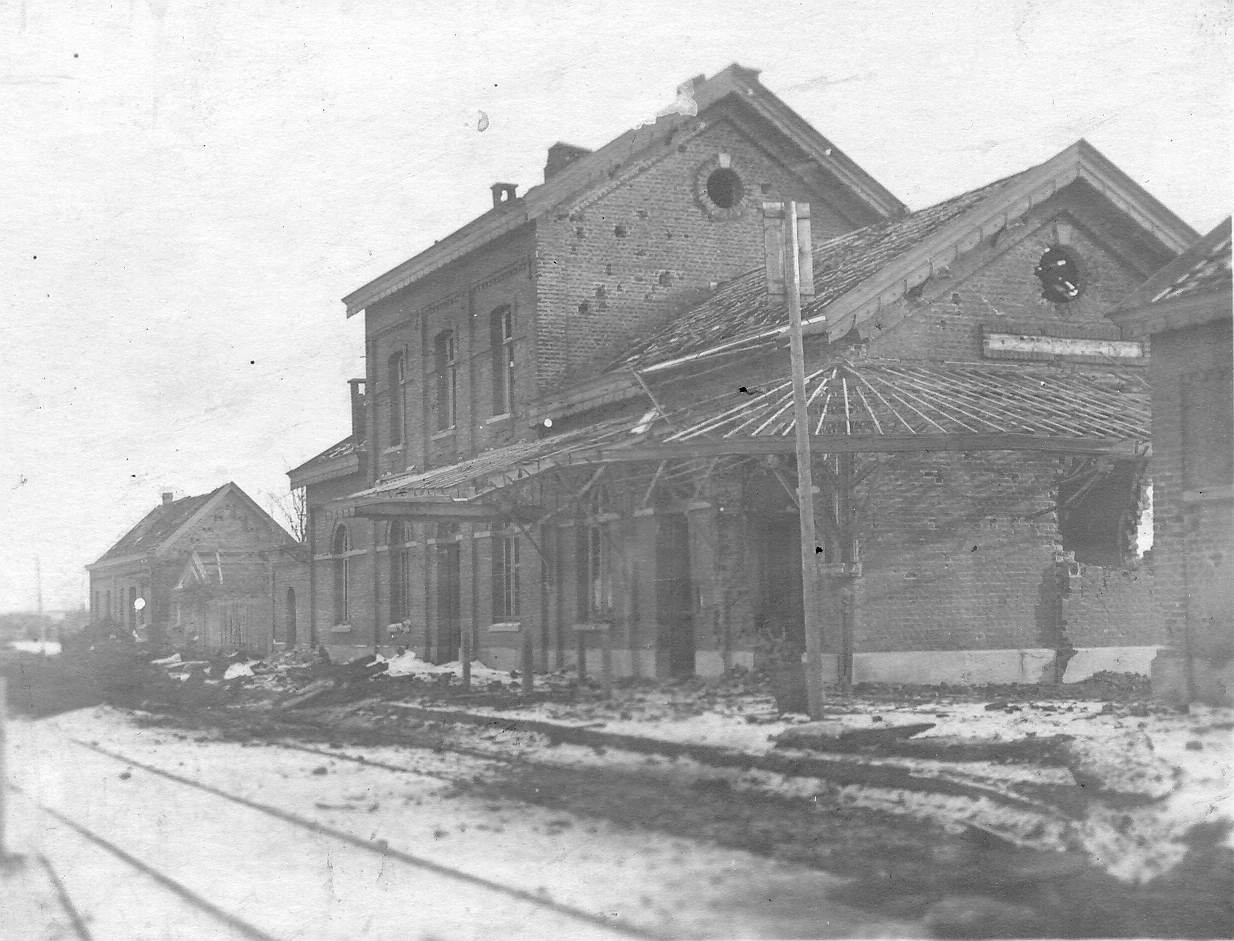
1918. De gauche à droite, la halle, le bâtiment principal et les toilettes.
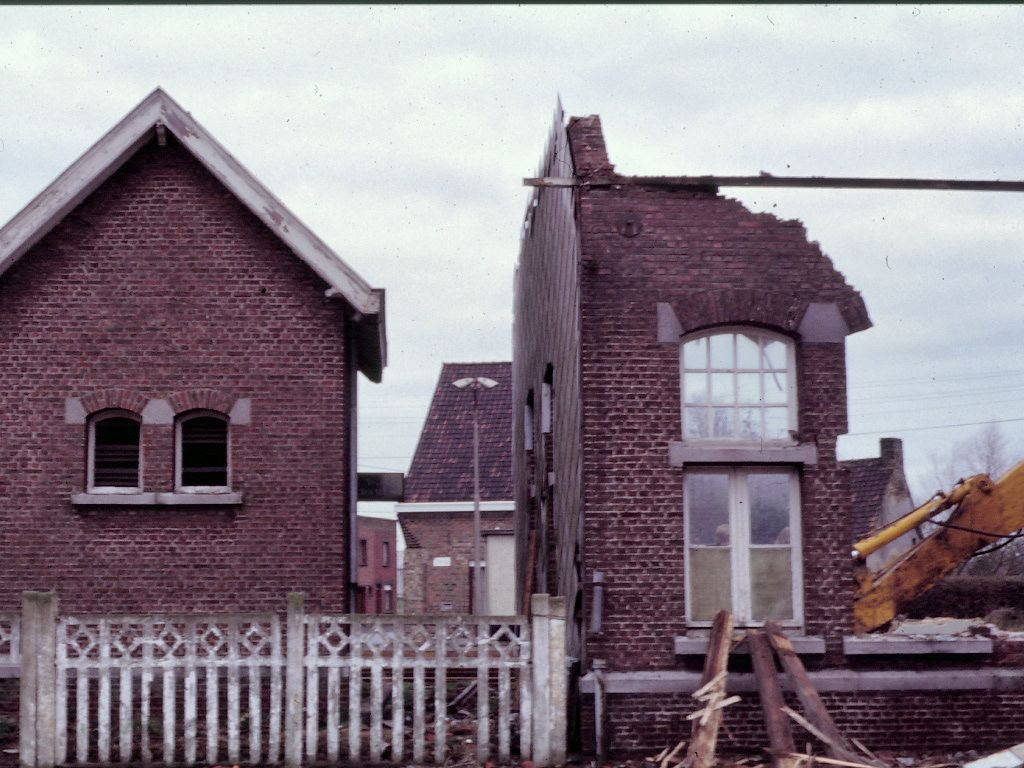
Démolition de la gare et des toilettes en 1979.
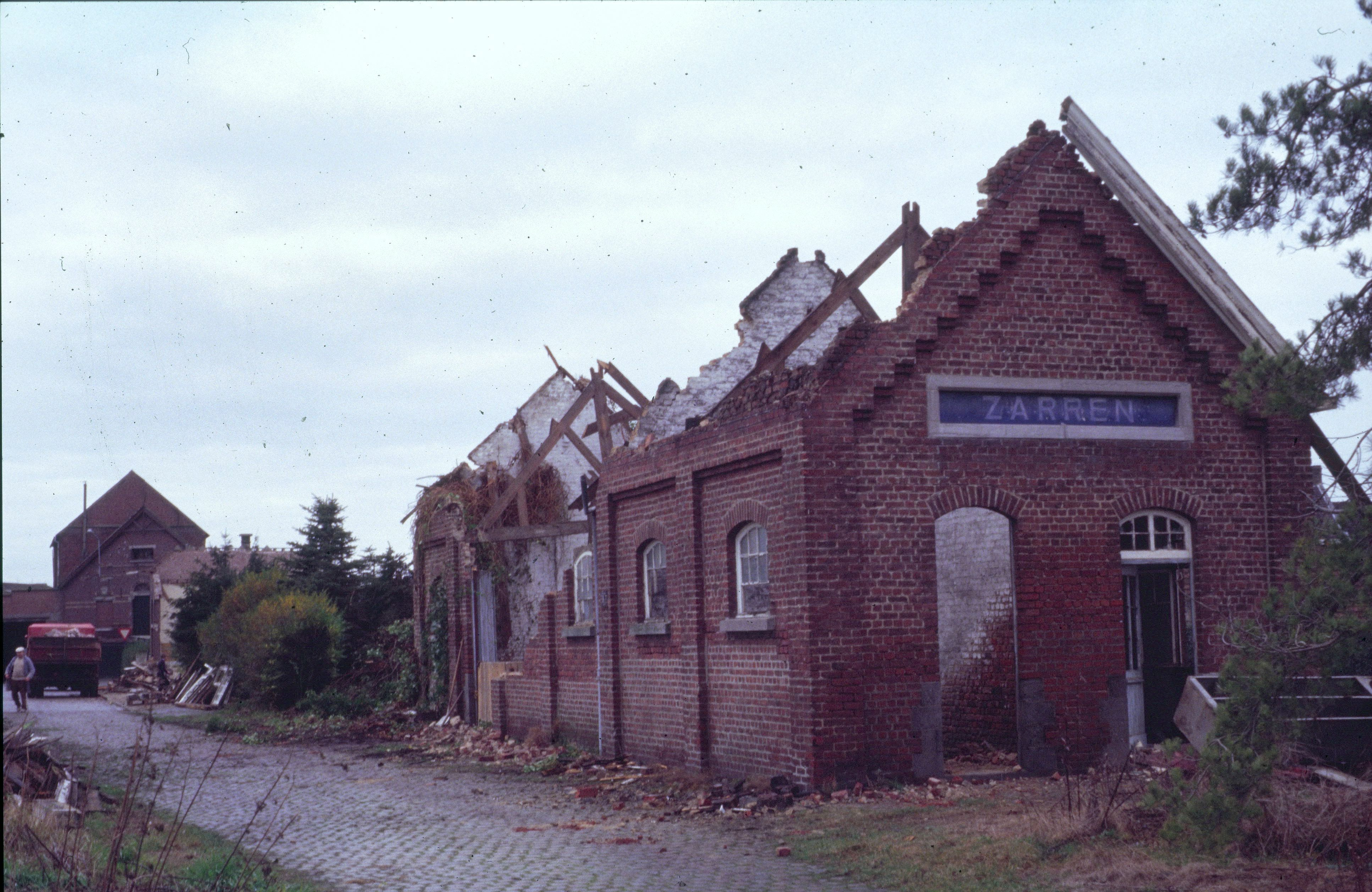
Halle aux marchandises.

### Troisième bâtiment
Construit en 1925, il appartient à une version des bâtiments type « Reconstruction » des Chemins de fer des Chemins de fer de l'État belge dont huit exemplaires ont été érigés dans les Flandres, notamment à Langemark.
Du même style que la gare de Kortemark mais plus petit, il comporte huit ouvertures côté rue, avec une grande lucarne au-dessus de la porte d'entrée, et sept donnant sur le quai, avec une lucarne plus petite décalée sur la droite.
Ce sous-type de gare ne comportant pas de logement de fonction, le chef de gare et sa famille logeaient dans un bâtiment séparé dont la nature et la localisation sont imprécis.
Le bâtiment des voyageurs, la halle aux marchandises et l'annexe des toilettes sont démolis en 1979.

### Maisons de garde
Deux bâtiments de type État belge sont construits perpendiculairement à la voie ferrée, à 180 m d'écart. Le plus grand se trouve à l'aplomb du passage à niveau de la gare et comporte une extension de quatre fenêtres à l'arrière. Le rôle exact du second, moins haut, est à déterminer, les cartes routières de la région ne mentionnant pas d'ancien passage à niveau à cet endroit.